# Charles André van Loo

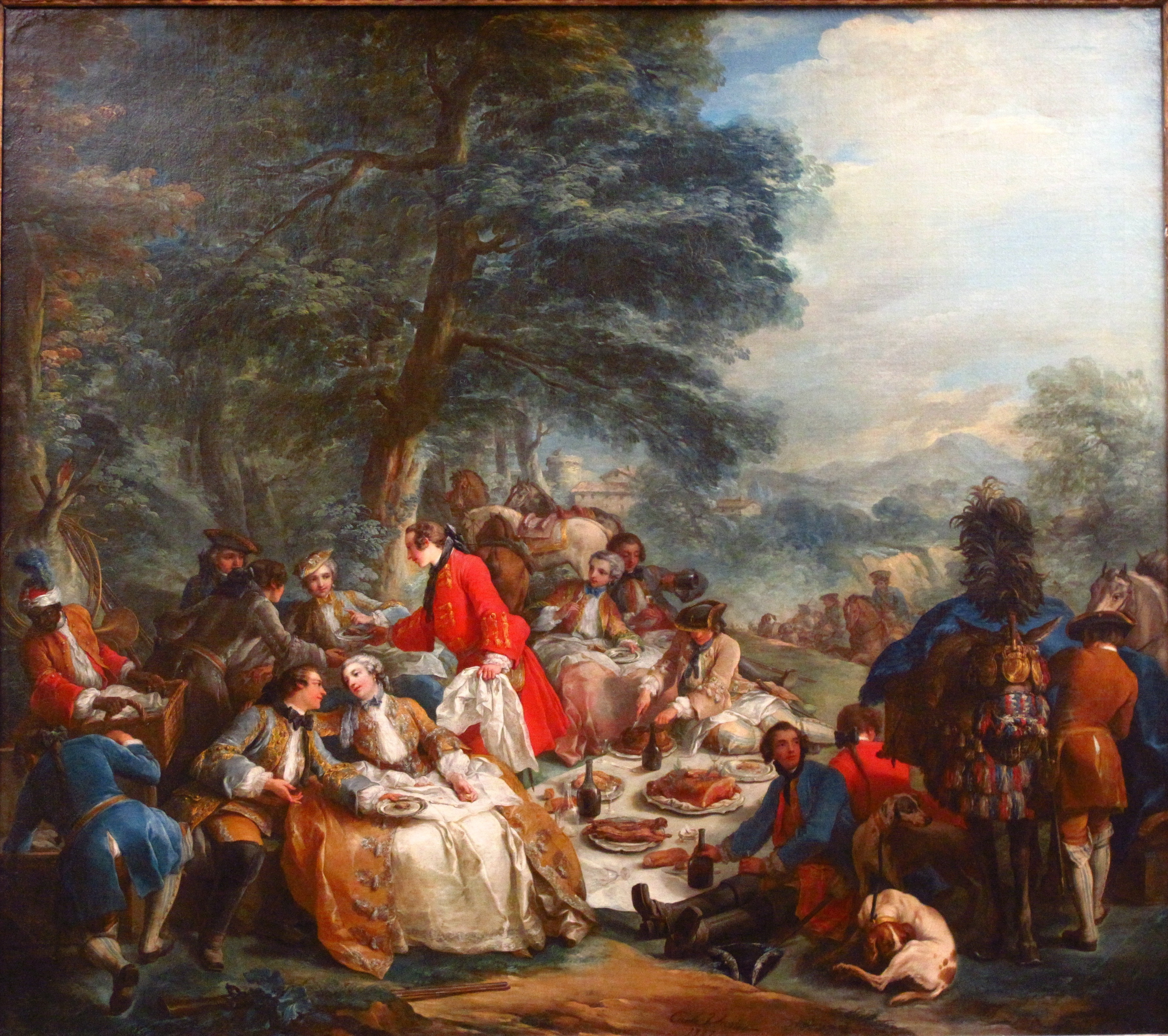
Przerwa w polowaniu, 1737

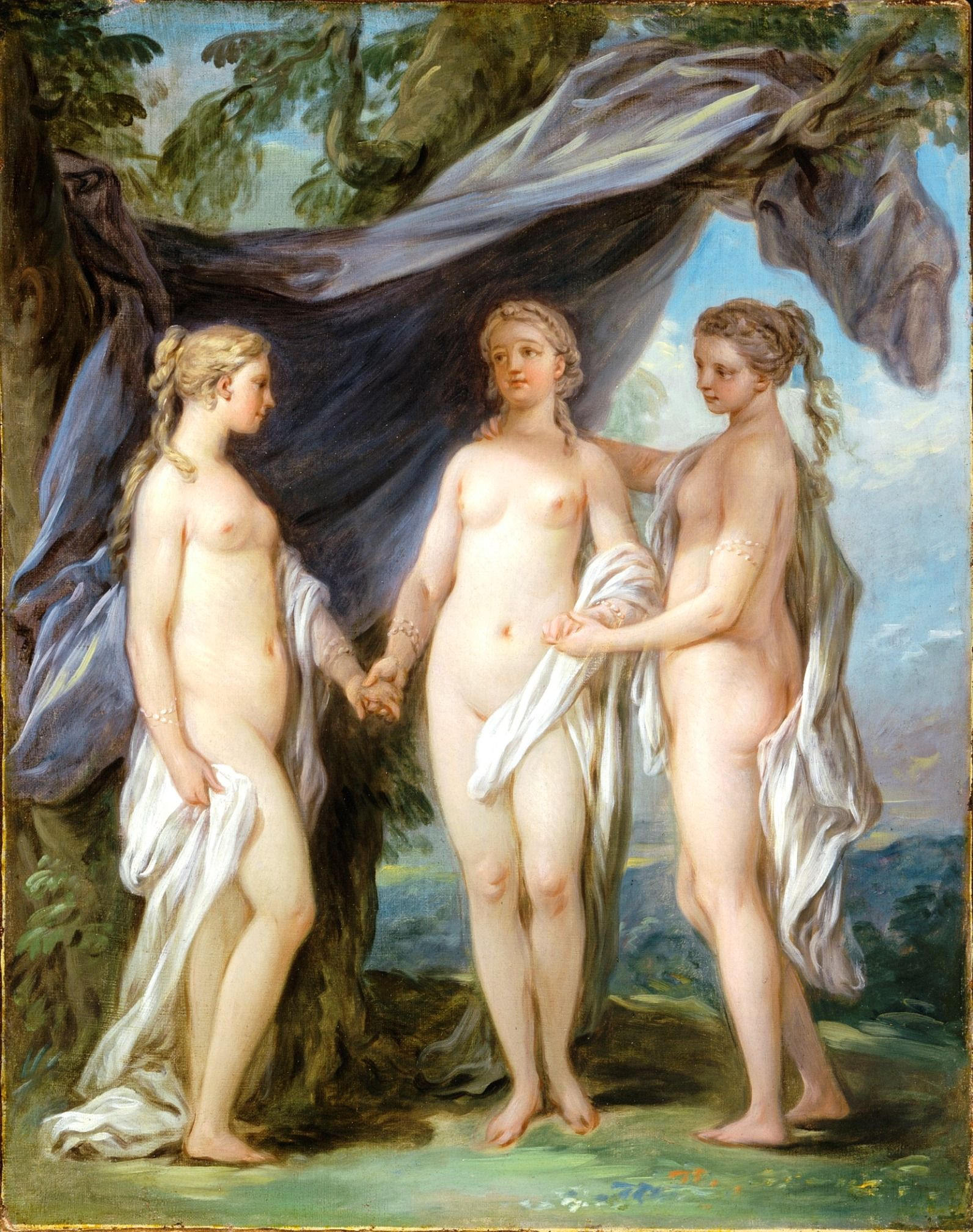
Trzy Gracje, 1763

Carle lub Charles André van Loo (ur. 15 lutego 1705 w Nicei, zm. 15 lipca 1765 w Paryżu) – francuski malarz rokokowy.
Przedstawiciel rodziny Van Loo. Dziadek Charlesa André, Jacob van Loo (1614-1670), był malarzem holenderskim i założycielem tego rodu malarzy. Młodszy brat Jean-Baptiste'a van Loo.

## Życiorys
Studiował w Turynie i Rzymie, brał lekcje u malarza Benedetto Luti i rzeźbiarza Pierre Legrosa. Po powrocie do Francji w 1723 pracował w Paryżu, zajmował się malarstwem historycznym. W czasie kolejnego pobytu w Turynie pracował dla Wiktora Amadeusza II., króla Sardynii. W 1735 został członkiem Królewskiej Akademii Malarstwa i Rzeźby, w 1737 profesorem, a następnie rektorem (1754) i dyrektorem w 1763.
Van Loo był pierwszym malarzem króla Ludwika XV i protegowanym Madame Pompadour. W 1751 otrzymał order św. Michała. Zmarł u szczytu kariery w 1765. Jego syn Jules César Van Loo był także malarzem francuskim.

## Twórczość
Charles André van Loo był wszechstronnym artystą, malował obrazy o tematyce religijnej i mitologicznej, sceny rodzajowe, portrety oraz wielkie dekoracje ścienne w pałacach i kościołach. Jego styl odznacza się prostotą i mistrzostwem kompozycji, co było wynikiem dogłębnych studiów nad pracami włoskich mistrzów renesansu.
Współcześni docenili jego dorobek, Friedrich Melchior von Grimm uważał go za pierwszego malarza Europy, a Voltaire stawiał na równi z Rafaelem. Znany był także w Polsce. W 1760 roku Amalia Mniszech za pośrednictwem czynnych w Warszawie dyplomatów zamówiła u van Loo obraz przedstawiający trzy Gracje. Praca powstała ostatecznie w 1763 roku, ale nigdy nie dotarła do Polski. Znana jest z późniejszej repliki i olejnego studium.

### Sceny mitologiczne i alegorie
- Énée portant Anchise, 1729,

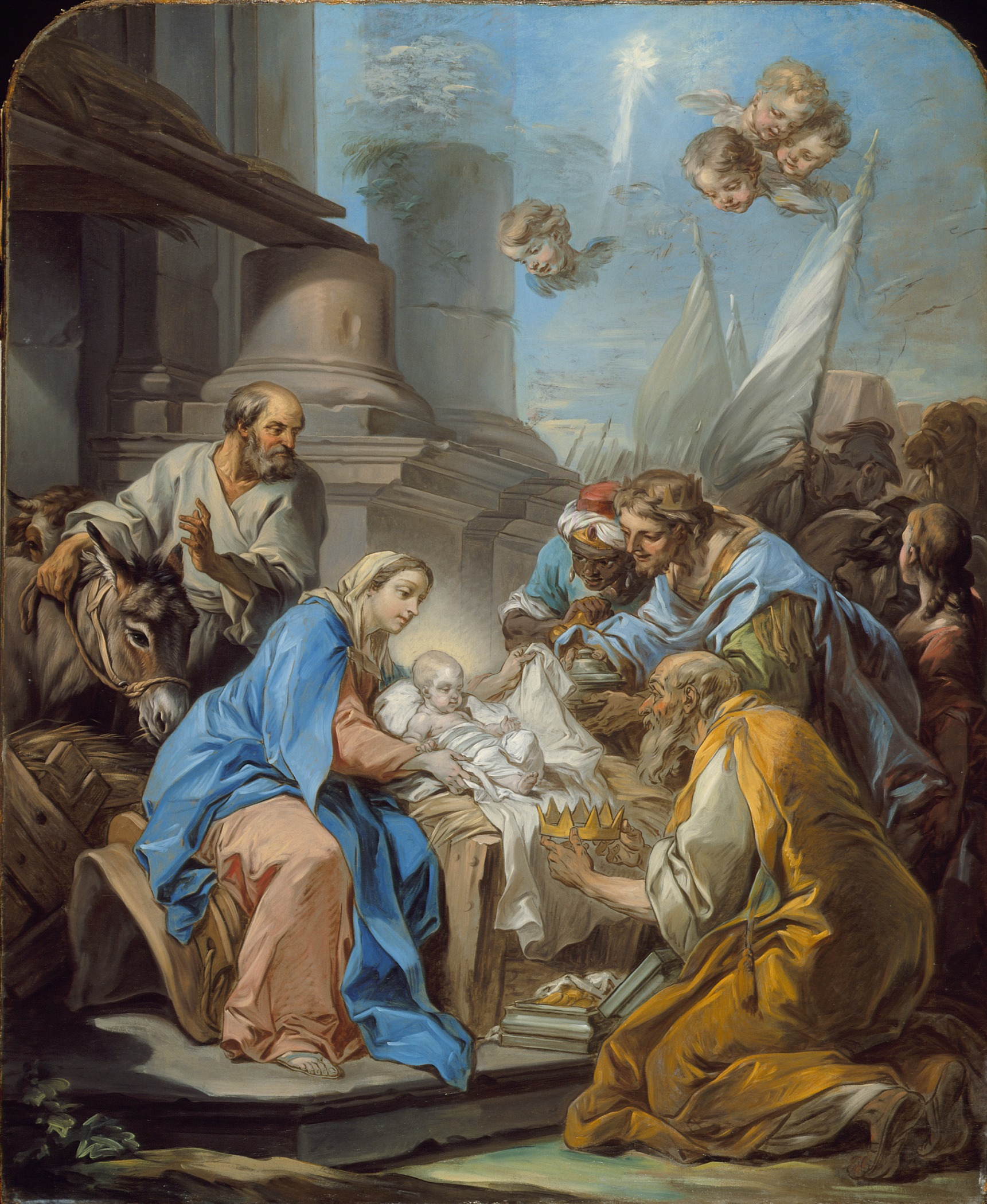
L'Adoration des Mages, ok. 1760.

- Thésée domptant le taureau de Marathon, 1730,
- Apollon et Marsyas, 1735,
- Persée et Andromède, ok. 1735-1740,
- La victoire d'Alexandre contre Porus, 1738,
- L'Asie, v. 1747,
- L'ivresse de Silène, 1747,
- Jupiter et Antiope, 1753,
- La peinture, La Musique, L'Architecture 1753,
- Neptune et Amymone, v. 1757,
- Neptune et Amymone, v. 1757,
- Les Trois Grâces, v. 1763,
- Les Arts implorant la Destinée d'épargner la vie de Madame} de Pompadour, 1764,

### Sceny rodzajowe
- La Chasse à l'Ours, 1736,
- Halte de chasse, 1737,
- Le déjeuner sur l'herbe après la chasse, 1737,
- Pacha faisant peindre sa maîtresse, 1737,
- Le Grand Turc donnant un concert à sa maîtresse, 1737,
- La Chasse à l'Autruche, 1738,
- La lecture espagnole, 1754,

### Malarstwo religijne
- Le Bon Samaritain, 1723,
- Jacob purifiant sa demeure avant son départ pour Béthel, 1724,
- La Présentation du Christ au Temple, 1725,
- La Glorification de saint Isidore, 1729,
- Saint Charles Borromée donnant la communion aux lépreux, 1743,
- L'Adoration des Anges, 1751,
- La conversion de Saint-Hubert, 1758,
- L'adoration des Mages, ok. 1760,
- Vierge bleue, 1765,
- Saint Étienne martyr,

### Portrety
- Marie Leczinska, Reine de France (1703-1768), 1747,
- Louis XV, Roi de France et de Navarre, 1748,
- Louis XV, Roi de France et de Navarre, 1751,
- Marie Leczinska, Reine de France,
- Portrait de Jacques-Germain Soufflot (1714-1781),
- Portrait d'Innocente Guillemette de Rosnyvinen de Pire, 1762,
- Portrait d'Etiennette Fizeaux, comtesse de Brienne.